# Last Man Standing (álbum)
Last Man Standing es un álbum publicado por Jerry Lee Lewis en septiembre de 2006. El álbum consiste en duetos de Lewis y otros grandes nombres de la música, pasada y presente. El título hace referencia a de que todos los músicos de la generación del 50' que grabaron en Sun Studios (Johnny Cash, Roy Orbison, Charlie Rich, Carl Perkins y Elvis Presley) han muerto, dejando a Lewis como el último hombre en pie.

## Lista de canciones
1. "Rock and Roll" (John Paul Jones, John Bonham, James Patrick Page, Robert Plant) – 2:14
  - con Jimmy Page
2. "Before the Night Is Over" (Benjamin Peters) – 3:39
  - con B. B. King
3. "Pink Cadillac" (Bruce Springsteen) – 3:55
  - con Bruce Springsteen
4. "Evening Gown" (Mick Jagger) – 3:57
  - con Mick Jagger and Ron Wood
5. "You Don't Have to Go" (James Matcher Reed) – 4:00
  - con Neil Young
6. "Twilight" (Robbie Robertson) – 2:48
  - con Robbie Robertson
7. "Travelin' Band" (John Fogerty) – 2:01
  - con John Fogerty
8. "That Kind of Fool" (Mack Vickery) – 4:14
  - con Keith Richards
9. "Sweet Little 16" (Chuck Berry) – 3:04
  - con Ringo Starr
10. "Just a Bummin' Around" (Pete Graves) – 2:43
  - con Merle Haggard
11. "Honky Tonk Woman" (Jagger/Richards) – 2:21
  - con Kid Rock
12. "What's Made Milwaukee Famous (Has Made a Loser Out of Me)" (Glenn Sutton) – 2:39
  - con Rod Stewart
13. "Don't Be Ashamed of Your Age" (Cindy Walker, Bob Wills) – 1:59
  - con George Jones
14. "A Couple More Years" (Dennis Locorriere, Shel Silverstein) – 5:13
  - con Willie Nelson
15. "Old Glory" (Paul Roberts, Shelby Darnell, Lewis) – 2:05
  - con Toby Keith
16. "Trouble in Mind" (Richard M. Jones) – 3:49
  - con Eric Clapton
17. "I Saw Her Standing There" (John Lennon, Paul McCartney) – 2:21
  - con Little Richard
18. "Lost Highway" (Leon Payne) – 2:59
  - con Delaney Bramlett
19. "Hadacohl Boogie" (Bill Nettles) – 3:18
  - con Buddy Guy
20. "What Makes the Irish Heart Beat" (Van Morrison) – 4:12
  - With Don Henley
21. "The Pilgrim Ch. 33" (Kris Kristofferson) – 3:00
  - con Kris Kristofferson

### Canciones extra
El álbum fue publicado con otras canciones promocionales que solo se pueden descargar de internet.
- "Before the Night Is Over" (Rhapsody)
- "Bright Lights, Big City" (Wal-Mart)
- "Don't Put No Headstones on My Grave" (iTunes)
- "I Don't Want to Be Lonely Tonight" (URGE)
- "Last Cheaters' Waltz" (Target)
- "Mexicali Rose" (Country Music Television)
- "Trouble in Mind" (Napster)
- "Why You Been Gone So Long?" (Best Buy)
- "You Belong to Me" (Best Buy)
- "A Couple More Years - Live

## Personal
Además de las estrellas invitadas tocan Kenny Lovelace y Jimmy Rip en guitarra, Hutch Hutchinson en bajo y Jim Keltner en la batería.

## Canciones no publicadas
Lewis grabó otras canciones que no fueron incluidas en el álbum
- "Cry" (Johnnie Ray)
- "Last Night I Heard You Call My Name"
- "Miss the Mississippi and You"
  - Young Blood
- "Roll Over Beethoven" (Chuck Berry)
  - With the band, supplemented by Ringo Starr, Ivan Neville, y Nils Lofgren.
- "You Can't Catch Me" (Chuck Berry)

## Posiciones
| Listas                         | 5 de octubre de 2006 | 12 de octubre de 2006 | 19 de octubre de 2006 | 26 de octubre de 2006 |
| Billboard 200                  | 1                    | 1                     | 3                     | 9                     |
| Billboard Top Country Albums   | 9                    | 8                     | 4                     | 2                     |
| Top Rock Albums                | 4                    | 1                     | 2                     | 9                     |
| Top Independent Albums         | 1                    | 1                     | 3                     | 5                     |
| Top Internet Albums            | 26                   | 9                     | 13                    | 7                     |
| Top Sellers cduniverse.som     | 1                    | 4                     | 17                    | 27                    |
| Top Sellers amazon.com         | 2                    | 12                    | 27                    | 36                    |
| Top Sellers barnesandnoble.com | 8                    | 15                    | 21                    | 13                    |